# The Old Man (Fernsehserie)
The Old Man ist eine US-amerikanische Thrillerserie, basierend auf dem gleichnamigen Roman von Thomas Perry aus dem Jahr 2017. Die Premiere der Serie fand am 16. Juni 2022 auf dem US-Kabelsender FX statt. Im deutschsprachigen Raum erfolgte die Erstveröffentlichung der Serie am 28. September 2022 durch Disney+ via Star als Original.
Im Dezember 2024 wurde die Absetzung der Serie nach zwei Staffeln bekannt.

## Handlung
Der ehemalige CIA-Agent Dan Chase hat sich vor dreißig Jahren heimlich aus dem Staub gemacht und lebt seither autark und unter dem Radar. Doch eines Tages holt ihn seine dunkle Vergangenheit ein, als ein Auftragskiller auftaucht und versucht, ihn zu töten. Ihm wird klar, dass er nur Frieden in der Zukunft finden kann, wenn er sich seiner Vergangenheit stellt. Der stellvertretende FBI-Direktor für Spionageabwehr, Harold Harper, wird beauftragt, den flüchtigen und abtrünnigen Chase zu jagen, da beide eine komplizierte und gemeinsame Geschichte verbindet. Unterstützt wird er von seinem Protegé, der FBI-Agentin Angela Adams, und dem CIA-Spezialagenten Raymond Waters. Da Chase schwieriger zu fassen ist als von den Behörden zunächst angenommen, wird auch noch Julian Carson, ein hochqualifizierter Special Ops Contractor, auf die Suche geschickt. Während seiner Flucht findet Chase Unterschlupf bei Zoe McDonald. Nachdem Zoe die Wahrheit über ihren neuen Untermieter herausgefunden hat und es nun ums nackte Überleben geht, tut sich der flüchtige Chase mit ihr zusammen. Sie ihrerseits lernt eine bisher verborgene Seite von sich kennen.

## Besetzung und Synchronisation
Die deutschsprachige Synchronisation entstand nach den Dialogbüchern sowie unter der Dialogregie von Daniel Faltin durch die Synchronfirma Iyuno-SDI Group Germany in Berlin.

### Hauptdarsteller
| Rolle                                       | Schauspieler          | Synchronsprecher   |
| ------------------------------------------- | --------------------- | ------------------ |
| Johnny Kohler / Dan Chase                   | Jeff Bridges          | Joachim Tennstedt  |
| Johnny Kohler / Dan Chase (jung)            | Bill Heck             | Karlo Hackenberger |
| Harold Harper                               | John Lithgow          | Kaspar Eichel      |
| Raymond Waters                              | E. J. Bonilla         | Alex Friedland     |
| Belour Hamzad / Abbey Chase (jung)          | Leem Lubany           | Josephine Schmidt  |
| Angela Adams / Emily Chase / Parwana Hamzad | Alia Shawkat          | Susanne Geier      |
| Julian Carson                               | Gbenga Akinnagbe      | Jan Makino         |
| Zoe McDonald                                | Amy Brenneman         | Elisabeth Günther  |
| Faraz Hamzad                                | Navid Negahban        | Freimut Götsch     |
| Faraz Hamzad (jung)                         | Pej Vahdat            | Thomas Nero Wolff  |
| Khadija                                     | Jacqueline Antaramian |                    |

### Nebendarsteller
| Rolle                       | Schauspieler       | Synchronsprecher         |
| --------------------------- | ------------------ | ------------------------ |
| Belour Hamzad / Abbey Chase | Hiam Abbass        | Gabriele Schramm-Philipp |
| Harold Harper (jung)        | Christopher Redman | Frank Schaff             |
| Joe                         | Kenneth Mitchell   | Georgios Tzitzikos       |
| Morgan Bote                 | Joel Grey          | Frank Ciazynski          |
| Mike                        | Echo Kellum        | Jeremias Koschorz        |
| Cheryl Harper               | Jessica Harper     | Denise Gorzelanny        |
| Nina Kruger                 | Rowena King        | Marion Musiol            |

## Episodenliste

### Staffel 1
| Nr. (ges.) | Nr. (St.) | Deutscher Titel | Originaltitel | Erstausstrahlung (USA) | Deutschsprachige Erstveröffentlichung (D/A/CH) | Regie         | Drehbuch                              |
| ---------- | --------- | --------------- | ------------- | ---------------------- | ---------------------------------------------- | ------------- | ------------------------------------- |
| 1          | 1         | I               | I             | 16. Juni 2022          | 28. Sep. 2022                                  | Jon Watts     | Jonathan E. Steinberg & Robert Levine |
| 2          | 2         | II              | II            | 16. Juni 2022          | 28. Sep. 2022                                  | Jon Watts     | Jonathan E. Steinberg & Robert Levine |
| 3          | 3         | III             | III           | 23. Juni 2022          | 5. Okt. 2022                                   | Greg Yaitanes | Jonathan E. Steinberg & Robert Levine |
| 4          | 4         | IV              | IV            | 30. Juni 2022          | 12. Okt. 2022                                  | Greg Yaitanes | Jonathan E. Steinberg & Robert Levine |
| 5          | 5         | V               | V             | 7. Juli 2022           | 19. Okt. 2022                                  | Zetna Fuentes | Jonathan E. Steinberg & Robert Levine |
| 6          | 6         | VI              | VI            | 14. Juli 2022          | 26. Okt. 2022                                  | Jet Wilkinson | Jonathan E. Steinberg & Robert Levine |
| 7          | 7         | VII             | VII           | 21. Juli 2022          | 2. Nov. 2022                                   | Jet Wilkinson | Jonathan E. Steinberg & Robert Levine |

### Staffel 2
| Nr. (ges.) | Nr. (St.) | Deutscher Titel | Originaltitel | Erstausstrahlung (USA) | Deutschsprachige Erstveröffentlichung (D/A/CH) | Regie          | Drehbuch                                  |
| ---------- | --------- | --------------- | ------------- | ---------------------- | ---------------------------------------------- | -------------- | ----------------------------------------- |
| 8          | 1         | VIII            | VIII          | 12. Sep. 2024          | 6. Nov. 2024                                   | Steve Boyum    | Jonathan E. Steinberg                     |
| 9          | 2         | IX              | IX            | 12. Sep. 2024          | 6. Nov. 2024                                   | Jet Wilkinson  | Jonathan E. Steinberg                     |
| 10         | 3         | X               | X             | 19. Sep. 2024          | 6. Nov. 2024                                   | Steve Boyum    | Jonathan E. Steinberg & Hennah Sekander   |
| 11         | 4         | XI              | XI            | 26. Sep. 2024          | 6. Nov. 2024                                   | Uta Briesewitz | Jonathan E. Steinberg & Craig Silverstein |
| 12         | 5         | XII             | XII           | 3. Okt. 2024           | 6. Nov. 2024                                   | Ben Semanoff   | Jonathan E. Steinberg & Elwood Reid       |
| 13         | 6         | XIII            | XIII          | 10. Okt. 2024          | 6. Nov. 2024                                   | Uta Briesewitz | Jonathan E. Steinberg & Elwood Reid       |
| 14         | 7         | XIV             | XIV           | 17. Okt. 2024          | 6. Nov. 2024                                   | Jason Ensler   | Jonathan E. Steinberg & Daphne Olive      |
| 15         | 8         | XV              | XV            | 24. Okt. 2024          | 6. Nov. 2024                                   | Lukas Ettlin   | Jonathan E. Steinberg                     |

## Bewertung
Stand Ende 2024 weist Rotten Tomatoes basierend auf der Auswertung von 75 Kritiken eine gemittelte Positivquote von 80 Prozent für die beiden Staffeln aus.